# Toliara
Toliara (nekad znana po svom francuskom imenu Tuléar) je šesti po veličini grad Madagaskara od 113,014 stanovnika na jugozapadnoj obali otoka, administrativni centar Regije Atsimo-Andrefana Distrinkta Toliara I. i Provincije Toliara.
Grad je sjedište sveučilišta Toliara, koji djeluje u sklopu Madagaskarskog univerzita.

## Povijest
Ribarsko naselje Toliara (što na malagaškom znači gdje se može dobro usidriti) nastalo je u srednjem vijeku, u 16. st. osvojilo ga je pleme Merina i od tad je bio dio njihovog kraljevstva. Od 1835. Toliarom dominira pleme Mahafali.
Prvi Europljani koji su se u 17. st. naselili u luci Toliara koju su oni nazvali Saint-Augustin, bili su francuski gusari. Oni su Toliaru koristili kao bazu za trgovinu s plemenom Sakalava koje je živjelo uz obalu. Pravi razvoj Toliare počeo je za francuske kolonizacije od 1895. osobito nakon odluke generalnog guvernera Madagaskara Josepha Simona Gallienina (1896. – 1905.) da u dotadašnje malo ribarsko naselje plemena Vezo, preseli sve administrativne urede koji su dotad bili na nedalekom otočiću Nosy Ve.
Tad je Toliara prezvana u Tulèar, doživjela značajnu urbanu transformaciju i gradnju efikasne mreže cesta, iz tog perioda je Bulevar Gallieni, koji dijeli grad na dva dijela; trgovački i luku.
Nakon stjecanja nezavisnosti 1960. tempo rasta Toliare se ubrzao, posljednjih godina razvio se turizam. Netaknute plaže i povoljna klima privukla je mnoge europske turiste, uglavnom Francuze, tako da su izgrađeni brojni restorani i hoteli.
U okolici grada nalazi se Nacionalni park Isalo.

## Zemljopisne i klimatske karakteristike
Toliara leži na jugozapadu Madagaskara na obali Mozambičkog kanala između rijeka Fiherenana i Onilahi. 

Toliara je udaljena oko 932 km od glavnog grada Antananarivo, koji se nalazi sjeveroistočno.
Toliara ima vruću tropsku klimu, prosječna dnevna temperatura je oko 28 °C s vrlo malo kiše manje od 400 mm godišnje, tako da je posljednjih godina postala omiljena turistička destinacija zbog svojih pješčanih plaža, s kokosovim palmama u pozadini i odlične klime. Velika atrakcija Toliare je koraljni greben (le Grand Récif / Veliki greben) u Mozambičkom kanalu koji je 18 km dug i 3 km širok, odlični štit ispred luke i velika meka za ronioce.
| Klimatološki srednjaci za Toliaru (6 m) | Klimatološki srednjaci za Toliaru (6 m) | Klimatološki srednjaci za Toliaru (6 m) | Klimatološki srednjaci za Toliaru (6 m) | Klimatološki srednjaci za Toliaru (6 m) | Klimatološki srednjaci za Toliaru (6 m) | Klimatološki srednjaci za Toliaru (6 m) | Klimatološki srednjaci za Toliaru (6 m) | Klimatološki srednjaci za Toliaru (6 m) | Klimatološki srednjaci za Toliaru (6 m) | Klimatološki srednjaci za Toliaru (6 m) | Klimatološki srednjaci za Toliaru (6 m) | Klimatološki srednjaci za Toliaru (6 m) | Klimatološki srednjaci za Toliaru (6 m) |
| mjesec                                  | sij                                     | velj                                    | ožu                                     | tra                                     | svi                                     | lip                                     | srp                                     | kol                                     | ruj                                     | lis                                     | stu                                     | pro                                     | godina                                  |
| --------------------------------------- | --------------------------------------- | --------------------------------------- | --------------------------------------- | --------------------------------------- | --------------------------------------- | --------------------------------------- | --------------------------------------- | --------------------------------------- | --------------------------------------- | --------------------------------------- | --------------------------------------- | --------------------------------------- | --------------------------------------- |
| Izvor:                                  |                                         |                                         |                                         |                                         |                                         |                                         |                                         |                                         |                                         |                                         |                                         |                                         |                                         |

## Transport, Gospodarstvo
Toliara je veća luka na jugu Madagaskara, koja se najviše koristi za transport poljoprivrednih proizvoda i stoke iz unutrašnjosti.
Grad ima i mali Aerodrom Toliara (IATA: TLE ICAO: FMST) Nacionalnom cestom br. 7. grad je povezan s Antananarivom i ostalim gradovima Madagaskara.
Ribolov, stočarstvo i poljoprivreda su najvažnije privredne grane u regiji.
U široj okolici grada (200 km) nalazi se rudnik safira (Ilakaka) otkriven 1999. i rudnik soli.
U novije vrijeme jedno kanadsko poduzeće počelo je eksploataciju ilmenita.

## Vanjske poveznice
- Toliara na portalu Encyclopædia Britannica (engl.)
- Fotografije Toliare Olafa Protzea na portalu wwwtravelbildcom[neaktivna poveznica]
- [neaktivna poveznica] (engl.)